# Nordenstams senat
Nordenstams senat var senaten för Finland åren 1858–1882. Viceordförande för senatens ekonomiedepartement var Johan Mauritz Nordenstam som var den långvarigaste regeringschefen under autonomins tid.

## Sammansättning
| Senator | I tjänst |
| --- | --- |
| Viceordförande för senatens ekonomiedepartemente Johan Mauritz Nordenstam ? t.f. | 29.4.1858 – 8.6.1882 (avliden) – 1.10.1882 |
| Chef för kammarexpeditionen Berndt Federley Robert Trapp Frans Ivar Edelheim Robert Trapp, från 1868 von Trapp Carl Olof Cronstedt vt. Clas Herman Molander Oscar Norrmén Theodor Sebastian Thilén | 29.4.1858 – 1.10.1862 1.10.1862 – 1.10.1865 1.10.1865 – 1.10.1867 1.10.1867 – 15.7.1868 15.7.1868 – 1.10.1870 1.10.1870 – 5.5.1871 5.5.1871 – 20.5.1873 20.5.1873 – 20.4.1882 |
| Chef för finansexpeditionen (1863–1869 chef för expeditionens 1:a avd.) Fabian Langenskiöld Axel Ludvig Born (vt.) Johan Vilhelm Snellman Robert von Trapp Clas Herman Molander | 29.4.1858 – 12.4.1863 12.4.1863 – 1.7.1863 1.7.1863 – 15.7.1868 (tjänstledig från 20.4.1868 alkaen) 15.7.1868 – 21.4.1871 5.5.1871 – 1.10.1882 |
| Expeditionschefsadjoint för finansexpeditionen (1863–1869 hef för expeditionens 2:a avd) Axel Ludvig Born Oscar Norrmén Viktor Georg Gustaf Gabriel von Haartman | 29.4.1858 – 1859, 1862 – 1.10.1867 1.10.1867 – 5.5.1871 5.5.1871 – 1.10.1882 |
| Chef för ecklesiastikexpeditionen Harald Victor Wilhelm Furuhjelm Johan Philip Palmén Henrik Adolf Mechelin | 29.4.1858 – 20.10.1868 1.12.1868 – 17.5.1871 6.6.1871 – 1.10.1882 |
| Chef för kansliexpeditionen Mauritz Wilhelm Nordenheim Johan August von Born Samuel Henrik Antell | 29.4.1858 – 1.10.1865 1.10.1865 – 12.12.1866 12.12.1866 – 1869 |
| Chef för civilexpeditionen Samuel Henrik Antell Albert Werner Nykopp Christian Theodor Oker-Blom | 1869 – 31.10.1874 (avliden) 28.1.1875 – 8.1.1882 (avliden) 16.1.1882 – |
| Expeditionschefsadjoint för civilexpeditionen Eugen Theodor von Knorring Albert Werner Nykopp Henrik Wilhelm Johan Zilliacus | 17.5.1871 – 10.6.1874 (avliden) 1.10.1874 – 28.1.1875 27.1.1875 – 1.10.1882 |
| Chef för jordbruksexpeditionen Johan Ulrik Sebastian Gripenberg Johan August von Born Oscar Norrmén | 1.5.1861 – 21.11.1866 12.12.1866 – 10.5.1873 20.5.1873 – 1.10.1882 |
| Chef för militieexpeditionen Casimir von Kothen Robert Trapp Knut Furuhjelm | 29.4.1858 – 12.7.1859 23.12.1859 – 1.10.1862 1.10.1862 – 20.4.1882 |
| Senator utan portfölj Carl Olof Cronstedt Frans Olof af Brunér Frans Ivar Edelheim Robert Trapp Samuel Henrik Antell Axel Ludvig Born Fabian Langenskiöld Mauritz Wilhelm Nordenheim Bernhard Indrenius Henrik Adolf Mechelin Clas Herman Molander Viktor Georg Gustaf Gabriel von Haartman Edvard Gustaf af Forselles | 29.4.1858 – 15.7.1868 29.4.1858 – 1874 (avliden) 29.4.1858 – 1.10.1865 29.4.1858 – 23.12.1859 1.10.1859 – 1.10.1862 1860 – 1862 12.4.1863 – 29.6.1863 (avliden) 1.10.1865 – 27.5.1869 9.3.1866 – 18.2.1882 27.6.1869 – 6.6.1871 27.11.1869 – 5.5.1871 1.10.1870 – 5.5.1871 1.9.1871 – 1.10.1882 |